# Saint-Lô
Saint-Lô är en stad och kommun i departementet Manche i regionen Normandie i norra Frankrike. Kommunen är préfecture för departementet Manche. År 2022 hade Saint-Lô 19 352 invånare.

## Historia

### Andra världskriget
Tio dagar efter det att Tyskland startat invasionen av Frankrike intas Manche och Saint-Lô den 17 juni 1940 i en operation att inta en större hamn.
I samband med Frankrikes befrielse vid slaget vid Normandie beslöt amerikanerna att bomba staden, som ligger i ett strategiskt vägskäl. Bombningens syfte var hindra tyska truppförstärkningar. Dagen innan bombräden släpptes flygblad över Saint-Lô för att varna invånarna om den annalkande bombräden. Flygbladen skingrades för vinden och hamnade i närliggande samhällen, och miste sin effektivitet. Natten mellan den 6-7 juni 1944 dånade det amerikanska bombflyget in och lade staden i ruiner. Över tusen personer dödades, däribland över 200 personer i stadens fängelse. Av de dödade i fängelset var 76 politiska fångar.

## Galleri

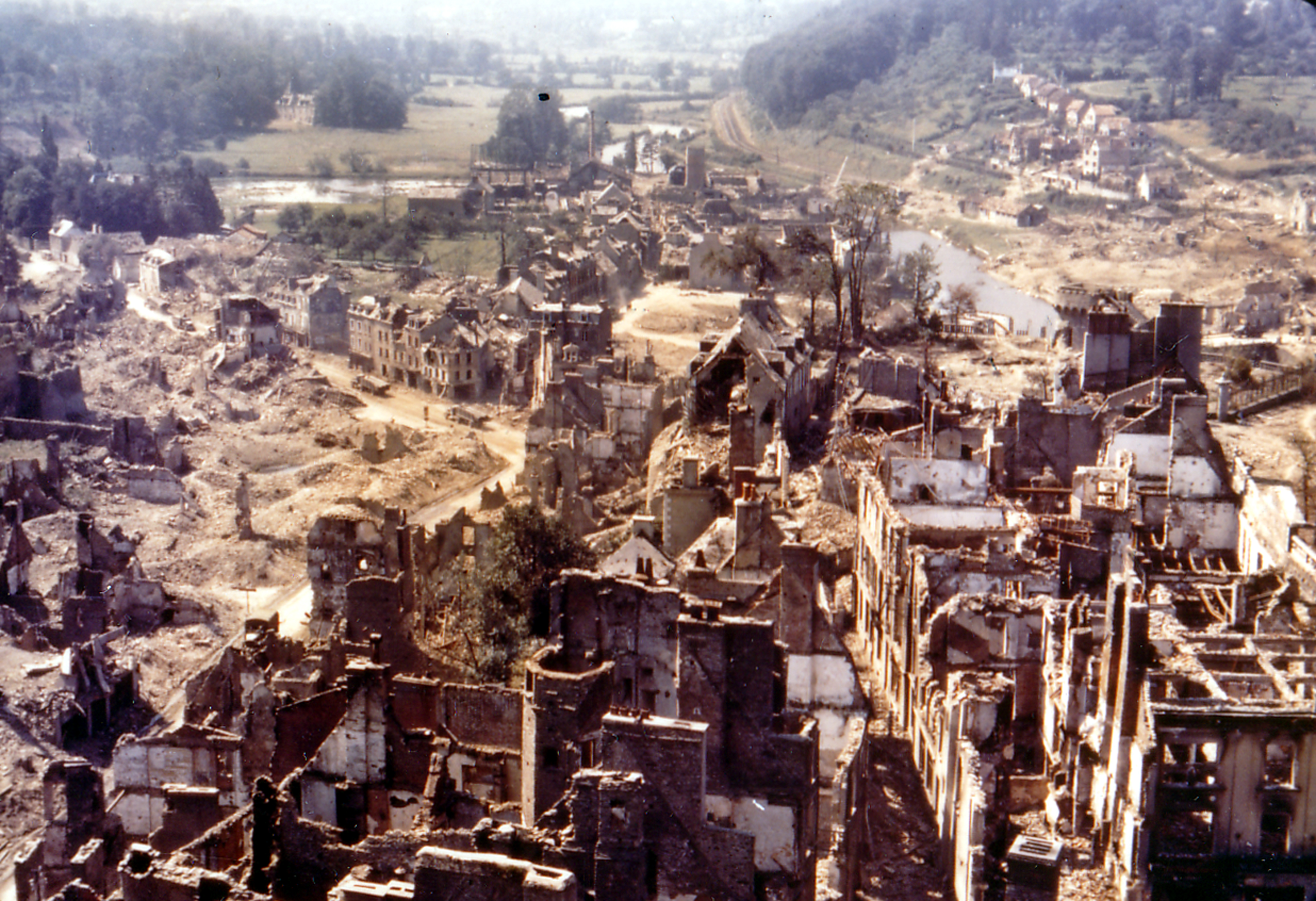
Staden lagd i ruiner
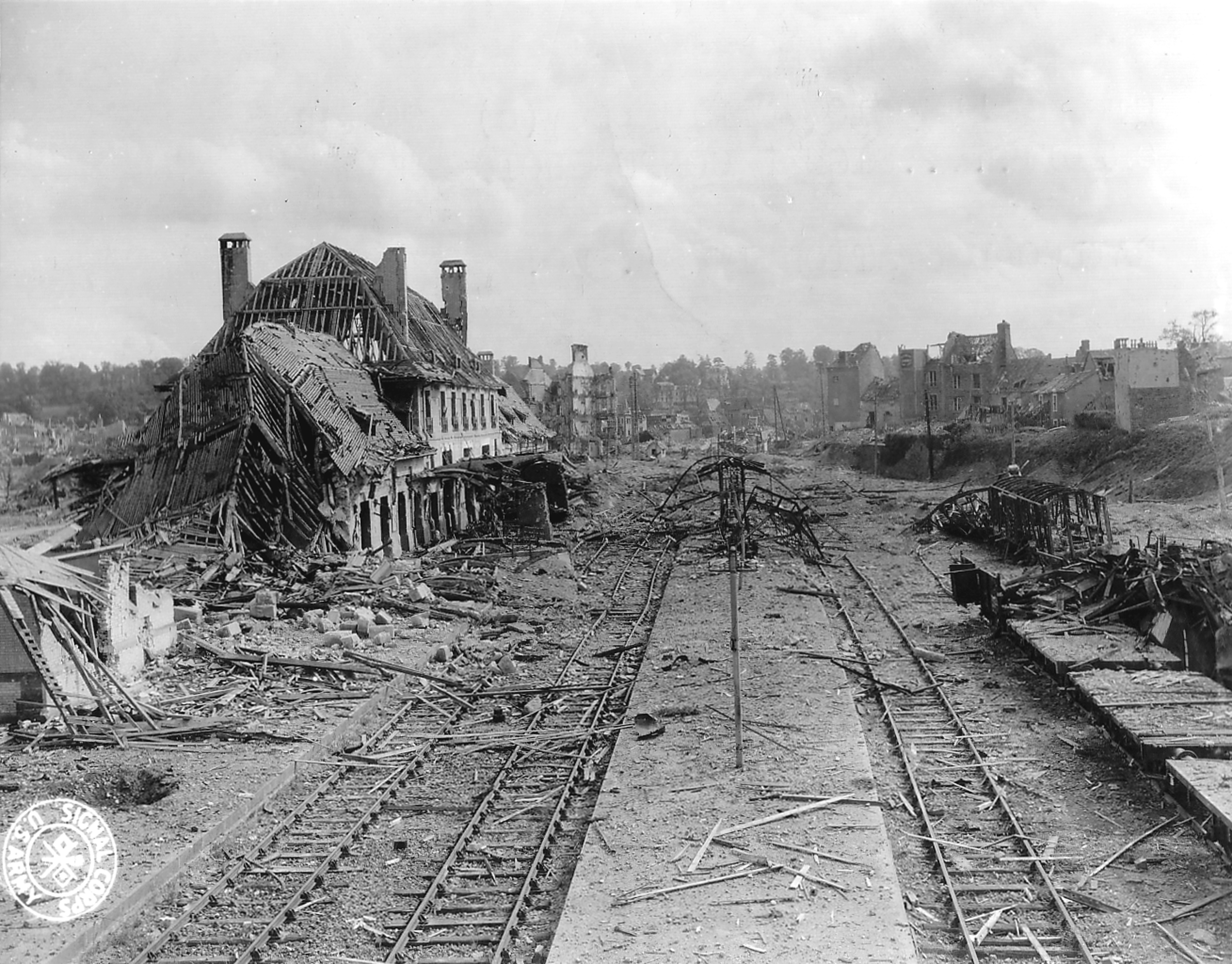
Järnvägsstationen efter bombanfallet
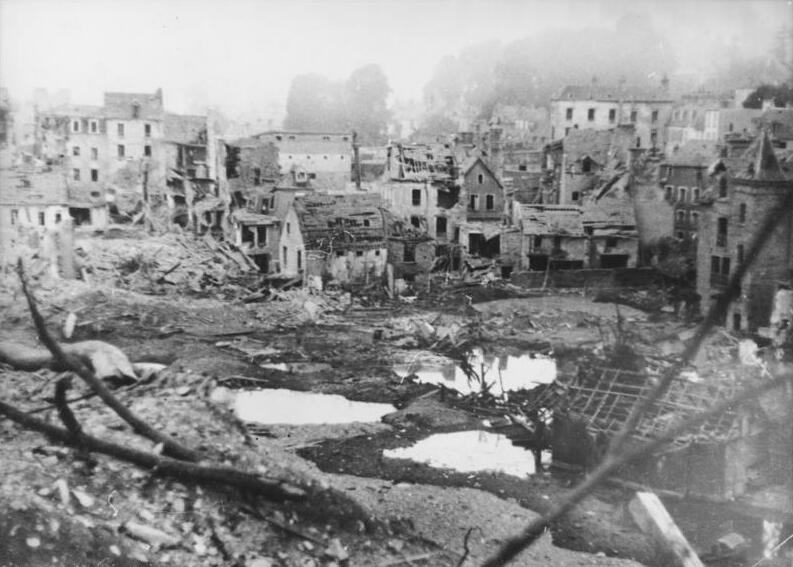
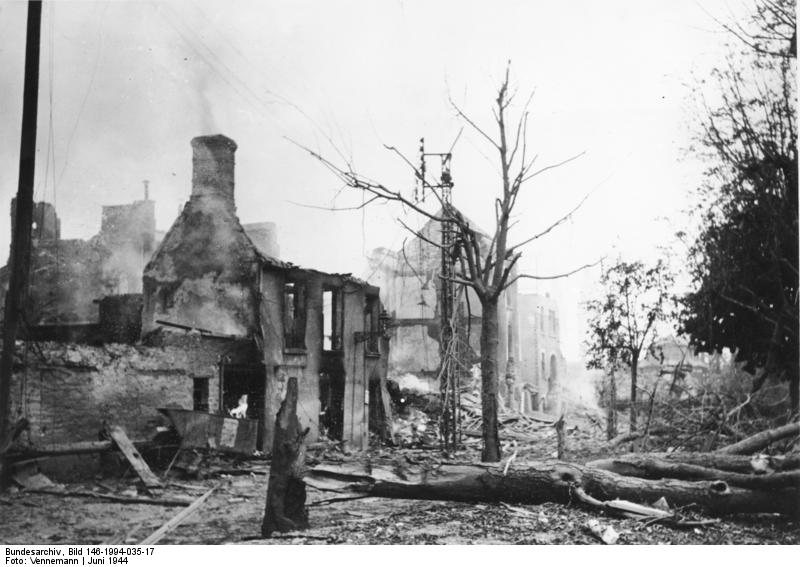
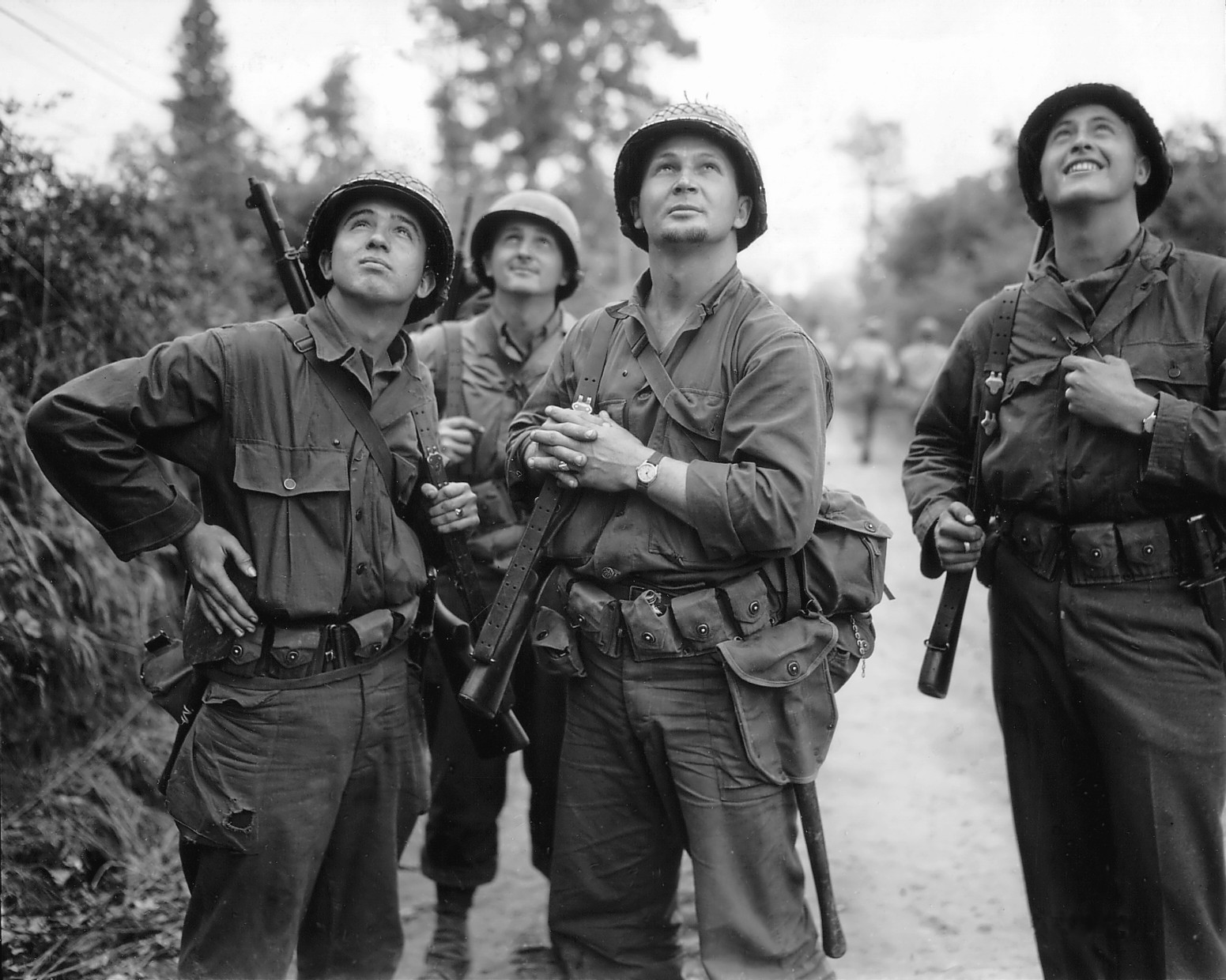
Amerikanska soldater som betraktar bombningen av Saint-Lô

## Befolkningsutveckling
Antalet invånare i kommunen Saint-Lô
| Referens: INSEE |